# Estigmene arizonensis
Estigmene arizonensis är en fjärilsart som beskrevs av Rothschild 1910. Estigmene arizonensis ingår i släktet Estigmene och familjen björnspinnare. Inga underarter finns listade i Catalogue of Life.